# Blair House

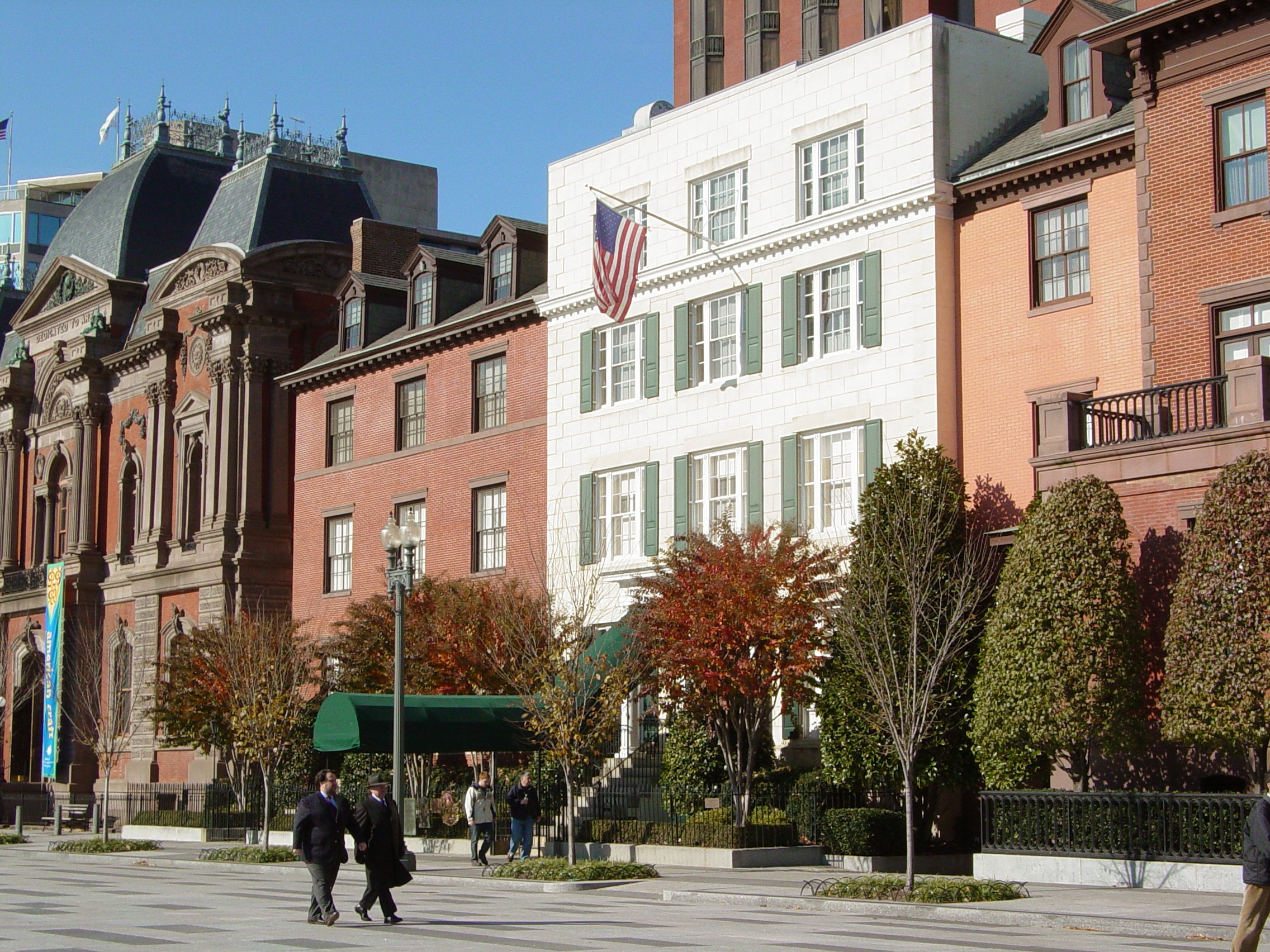
Reşedinţa oficială de stat pentru invitaţi ai preşedintelui SUA

Blair House este reședința oficială de stat pentru invitații președintelui Statelor Unite ale Americii. Este situată la adresa 1651 - 1653 Pennsylvania Avenue NW în  Washington, DC, în dreptul vechiului sediu al administrației de la Casa Albă, pe colțul cu Parcul Lafayette.